# Крапають
«Крапають» — пісня української співачки Надії Дорофєєвої, випущена 26 серпня 2022 року. Композиція записана у співавторстві з Jerry Heil, Іваном Клименком і є синглом з альбому «Сенси» на лейблі Mozgi Entertainment.

## Опис
«Крапають» — це робота-колаборація: трек написаний спільно з Іваном Клименком та Jerry Heil. Чуттєва композиція увійшла до нового альбому «Сенси», який DOROFEEVA презентувала у вересні 2022 року:
«“Крапають” — найемоційніша пісня з альбому. Для мене це новий етап творчості, і я рада, що впустила до свого світу Ваню Клименко та Jerry Heil. Це дуже особиста та емоційна робота, в яку я вклала душу. Вона показує, як можна лікуватись через творчість», — сказала DOROFEEVA.

## Музичне відео
Прем'єра нового відеокліпу на пісню «Крапають», відбулася 25 вересня 2022 року на офіційному YouTube каналі виконавиці. Режисером кліпу виступив Максим Шелковніков.
«Це щось на кшталт театру одного актора, де полотно як велика сцена, на якій Надя розповідає глядачеві про свої переживання. Емоції та експресія — це те, на чому я побудував цю історію. Синхрон вкінці — повна імпровізація, щоб глядач відчув і повірив», — розповідає режисер.
У кліпі можна побачити, як співачка емоційно вихлюпує свої почуття на біле полотно, малює картину на великому полотні, фарбами різного кольору. Спрямувати свій потік емоцій Наді допоміг Євген Лісняк — професійний художник, який працює в стилі абстрактного експресіонізму.
«Картина, створена на знімальному майданчику — це вихід мого болю, моїх страхів та переживань, накопичених емоцій: від спокійних мазків до потоку хаотичних сплесків по полотну. Адже мистецтво за всіх часів було голосом часу і відображало те, що відбувається навколо», — каже співачка.
Співачка підкреслила, що намальовану картину з відеокліпу, буде продано з аукціону, а кошти спрямовано на допомогу українським захисникам.

## Композиції
| Цифрове завантаження, стримінг | Цифрове завантаження, стримінг | Цифрове завантаження, стримінг | Цифрове завантаження, стримінг               | Цифрове завантаження, стримінг |
| #                              | Назва                          | Автор слів                     | Автор музики                                 | Тривалість                     |
| ------------------------------ | ------------------------------ | ------------------------------ | -------------------------------------------- | ------------------------------ |
| 1.                             | «крапають»                     | Jerry Heil, Іван Клименко      | Jerry Heil, Іван Клименко, Олександр Пришляк | 2:41                           |
| 2:41                           |                                |                                |                                              |                                |

## Чарти

### Щотижневі чарти
| Чарт (2021)                           | Вища позиція |
| ------------------------------------- | ------------ |
| Україна (TopHit Radio & YouTube Hits) | 60           |
| Україна (TopHit YouTube Hits)         | 38           |

## Історія випуску
| Регіон  | Дата            | Формат                         | Лейбл               | Прим.  |
| ------- | --------------- | ------------------------------ | ------------------- | ------ |
| Світ    | 26 вересня 2022 | Цифрове завантаження, стримінг | Mozgi Entertainment | [ 14 ] |
| Україна | 25 вересня 2022 | Радіоротація                   | Mozgi Entertainment | [ 15 ] |